# Список эпизодов мультсериала «Бриклберри»
«Бриклберри» — американский мультсериал телеканала Comedy Central. История строится вокруг рейнджеров-раздолбаев, чудом остающихся на своих рабочих местах. На помощь им приходит новенькая девушка-рейнджер, чья цель — преобразить и сохранить заповедник. Всё это выглядит особо комичным, ведь зачастую, лесу и его жителям, в большей степени, угрожают те, кто должен был охранять их.

## Обзор сезонов
| Сезон | Сезон | Эпизоды | Оригинальная дата показа | Оригинальная дата показа |
| Сезон | Сезон | Эпизоды | Премьера сезона          | Финал сезона             |
| ----- | ----- | ------- | ------------------------ | ------------------------ |
|       | 1     | 10      | 25 сентября 2012         | 4 декабря 2012           |
|       | 2     | 13      | 2 сентября 2013          | 26 ноября 2013           |
|       | 3     | 13      | 16 сентября 2014         | 16 апреля 2015           |

## Список серий

### Сезон 1 (2012)
| № общий | № в сезоне | Название                                                  | Режиссёр          | Автор сценария                | Дата премьеры    | Произв. код | Зрители в США (млн) |
| --- | ---------- | --------------------------------------------------------- | ----------------- | ----------------------------- | ---------------- | ----------- | ------------------- |
| 1 | 1          | «Добро пожаловать в Бриклберри» «Welcome to Brickleberry» | Карл Фаруоло      | Роджер Блэк и Вако Оджин      | 25 сентября 2012 | 1RAG01      | 1.68                |
| Стив беспокоится, что прибытие Этель поставит под угрозу его звание «Рейнджера месяца» и делает все возможное, чтобы её уволили. Между тем, любовь Маллоя к нездоровой пище ставит его в неудобное положение. |            |                                                           |                   |                               |                  |             |                     |
| 2 | 2          | «Двухнедельное предупреждение» «Two Weeks Notice»         | Брайан ЛоСкьяво   | Роки Руссо и Джереми Сосенко  | 2 октября 2012   | 1RAG04      | 1.49                |
| После неудачного знакомства с проституткой, Стив заболевает неизлечимым «Ракоспидифилисом», из-за которого ему остается жить всего две недели. Узнав это, Вуди устраивает собеседования, пытаясь найти нового рейнджера на замену умирающему Стиву. Маллой хочет устроиться на эту работу, чтобы получить доступ к служебному оружию и отомстить двум енотам, которые достают его. Тем временем, Этель работает в лагере для слепых, а Дензел знакомится с 2 пожилыми женщинами.                                                                        |            |                                                           |                   |                               |                  |             |                     |
| 3 | 3          | «Спасенные яйцами» «Saved by the Balls»                   | Брайан ЛоСкьяво   | Роки Руссо и Джереми Сосенко  | 9 октября 2012   | 1RAG09      | 1.69                |
| Этель пытается вылечить зависимость Конни от экстрасенсов, в то время как Стив и Дензел становятся тайными агентами и проникают в банду русских наркоторговцев. Маллой становится всё более невыносимым, и Вуди принимает решение кастрировать его. |            |                                                           |                   |                               |                  |             |                     |
| 4 | 4          | «Белзайка» «Squabbits»                                    | Майк Холлингсворт | Роджер Блэк и Вако Оджин      | 16 октября 2012  | 1RAG02      | 1.05                |
| Вуди решает привлечь туристов в Бриклберри с помощью какого-нибудь милого зверька, как это сделали в конкурирующем Национальном парке Йеллоустон. Стив создает гибрид белки и кролика, которого называет белзайкой. Скоро выясняется, что белзайки очень быстро размножаются. Жизнь рейнджеров находится под угрозой, но прибывшая по вызову Этель PETA запрещает им убийства животных. |            |                                                           |                   |                               |                  |             |                     |
| 5 | 5          | «Гонка вооружений» «Race Off!»                            | Карл Фаруоло      | Майкл Джеймин и Сиверт Глэрум | 23 октября 2012  | 1RAG06      | 1.58                |
| Вуди устраивает пожар в парке в попытке произвести впечатление на министра внутренних дел. Стив и Дензел сильно обгорают, помогая ему. Они едва выживают, но в больнице, во время операции, цвета их кожи путают, сделав Стива чернокожим, а Дензела белым. Стив начинает ощущать все преимущества и недостатки национального меньшинства. |            |                                                           |                   |                               |                  |             |                     |
| 6 | 6          | «Гей-Бомба» «Gay Bomb»                                    | Майк Холлингсворт | Роджер Блэк и Вако Оджин      | 20 октября 2012  | 1RAG07      | 1.43                |
| В Бриклберри проходит собрание церкви «Иисус ненавидит гомосексуалистов». Конни это очень не нравится, так как когда-то, по вине своих родителей, была отдана в эту церковь, из-за того, что те не хотели, чтобы их дочь была лесбиянкой. Пытаясь сбежать от всех, Конни находит секретную военную базу, на которой взрывает «Гей-бомбу», превращающую всех гомосексуалов в гетеросексуалов, а гетеросексуалов в гомосексуалов. Став геями, Вуди и Стив не могут поделить между собой Дензела, который симпатизирует обоим, а Этель влюбляется в Конни. |            |                                                           |                   |                               |                  |             |                     |
| 7 | 7          | «Привет, Дотти» «Hello Dottie»                            | Крис Сонг         | Дипак Сетхи                   | 13 ноября 2012   | 1RAG05      | 1.30                |
| Конни, Этель и Дензел недовольны условиями работы в парке, представитель в профсоюзе Стив пытается объяснить их требования начальству. Вуди увольняет всех, кроме слабохарактерного Стива, и заменяет их роботами, управляемыми из Индии. Безработные рейнджеры находят своё место в стрип-баре, где Конни становится местной достопримечательностью. |            |                                                           |                   |                               |                  |             |                     |
| 8 | 8          | «Лысина Стива» «Steve's Bald»                             | Зак Монкриф       | Майкл Джеймин и Сиверт Глэрум | 20 ноября 2012   | 1RAG08      | 1.09                |
| Во время подготовки к ежегодному балу, рейнджеры обнаруживают, что Стив лысый и начинают издеваться над ним. Во время визита врача, Стив случайно выпивает весь флакон для роста волос и полностью покрывается шерстью, из-за чего его принимают за йети. Тем временем, Этель узнает о своей тяге к убийствам животных. |            |                                                           |                   |                               |                  |             |                     |
| 9 | 9          | «Проблемы с папой» «Daddy Issues»                         | Зак Монкриф       | Майкл Джеймин и Сиверт Глэрум | 27 ноября 2012   | 1RAG03      | 1.31                |
| Стив вызывается добровольцем в поиске поедателя коз, терроризирующего парк, но находит обросшего и одичавшего отца, когда-то величайшего смотрителя парка. Увидев грубого и волосатого отца Стива, Этель влюбляется в него и решает выйти за него замуж. |            |                                                           |                   |                               |                  |             |                     |
| 10 | 10         | «Плотина» «The Dam Show»                                  | Криc Сонг         | Майкл Джеймин и Сиверт Глэрум | 4 декабря 2012   | 1RAG10      | 1.33                |
| Фейерверк в честь дня рождения Вуди разрушает плотину и, в результате наводнения, оставшиеся в живых оказываются на острове, где пытаются построить новое общество во главе со Стивом. В то же время, оказавшийся на другом конце острова, Вуди сходит с ума от голосов в голове. |            |                                                           |                   |                               |                  |             |                     |

### Сезон 2 (2013)
| № общий | № в сезоне | Название                                                   | Режиссёр         | Автор сценария               | Дата премьеры    | Произв. код | Зрители в США (млн) |
| --- | ---------- | ---------------------------------------------------------- | ---------------- | ---------------------------- | ---------------- | ----------- | ------------------- |
| 11 | 1          | «Чудо-озеро» «Miracle Lake»                                | Брайан ЛоСкьяво  | Роджер Блэк и Вако Оджин     | 2 сентября 2013  | 2RAG01      | 1.13                |
| Вуди становится проповедником после того, как обнаруживает, что вода в парковом озере способна исцелять все болезни. В это время, Дензел находит в пещере замёрзшую во льду неандертальскую женщину. |            |                                                            |                  |                              |                  |             |                     |
| 12 | 2          | «Возвращение» «The Comeback»                               | Зак Монкриф      | Роки Руссо и Джереми Сосенко | 10 сентября 2013 | 2RAG03      | 1.17                |
| Маллой обнаруживает, что Вуди в прошлом был порнозвездой и пытается воскресить его карьеру. Тем временем, Стива снова преследует его призрак из детства. |            |                                                            |                  |                              |                  |             |                     |
| 13 | 3          | «Девушка Вуди» «Woody's Girl»                              | Ира Шерак        | Роджер Блэк и Вако Оджин     | 17 сентября 2013 | 2RAG05      | 1.25                |
| После перенесенного инсульта, Вуди начал заниматься йогой, где он знакомится с прекрасной девушкой. В это время Этель становится главным рейнджером парка. |            |                                                            |                  |                              |                  |             |                     |
| 14 | 4          | «Парк трейлеров» «Trailer Park»                            | Брайан ЛоСкьяво  | Майкл Роу                    | 24 сентября 2013 | 2RAG04      | 1.36                |
| Бобби каким-то чудом унаследовал землю парка Бриклберри. После чего он решает избавиться от рейнджеров, чтобы вместо национального парка сделать парк трейлеров. |            |                                                            |                  |                              |                  |             |                     |
| 15 | 5          | «Парк Калек» «Crippleberry»                                | Сын Чха          | Майкл Роу                    | 1 октября 2013   | 2RAG02      | 1.21                |
| В Бриклберри приезжает фестиваль. Одним из номеров этого фестиваля является шоу уродов, которых держат в клетках. Конни это не нравится, и она решает освободить их. Тем временем Маллой, после несчастного случая со Стивом, пытается засудить Вуди. |            |                                                            |                  |                              |                  |             |                     |
| 16 | 6          | «Игры рейнджеров» «Ranger Games»                           | Сын Чха          | Эрик Роджерс                 | 8 октября 2013   | 2RAG08      | 1.27                |
| Стартуют ежегодные игры рейнджеров. Команда Бриклберри пытается сделать все возможное, чтобы обойти Йеллоустонский парк. |            |                                                            |                  |                              |                  |             |                     |
| 17 | 7          | «Делай по-моему или катись» «My Way or the Highway»        | Сьюзи Диеттер    | Роки Руско и Джереми Сосенко | 15 октября 2013  | 2RAG06      | 1.33                |
| Этель приглашает женщину-губернатора для политического митинга в Бриклберри,которая жутко бесит Вуди. На следующий день вместо парка стала магистраль и Вуди решил стать губернатором, чтобы убрать её. Между тем, Стив застрял в доме посреди магистрали и знакомится с невменяемым убийцей. Конни вступает в ополчение к Бобби и Бодином, которое впоследствии расширяется и решает убить нового губернатора. |            |                                                            |                  |                              |                  |             |                     |
| 18 | 8          | «Малыш Маллой» «Little Boy Malloy»                         | Брайан ЛоСкьяво  | Майкл Роу                    | 22 октября 2013  | 2RAG07      | 1.16                |
| Из-за неожиданного визита сестры Этель, она использует Конни и Маллоя, чтобы выдать их за свою семью. Стив влюбляется в женщину, которая очень похожа на него и просит прийти его в школу. Стив просит Дензела помочь ему, так как он боится опозориться перед Стефани. |            |                                                            |                  |                              |                  |             |                     |
| 19 | 9          | «Животные наносят ответный удар» «The Animals Strike Back» | Пол Ли           | Роки Руско и Джереми Сосенко | 29 октября 2013  | 2RAG09      | 1.05                |
| С помощью Маллоя животные Бриклберри поднимают восстание и пытаются забрать парк. Между тем, Стив пытается скрыть информацию о том, что он был убийцей родителей Маллоя. |            |                                                            |                  |                              |                  |             |                     |
| 20 | 10         | «Правильно напугать» «Scared Straight»                     | Ира Шерак        | Грег Уайт                    | 5 ноября 2013    | 2RAG10      | 1.01                |
| Дензел зовет старых друзей из банды, чтобы положить конец плохому поведению Маллоя. Но их план оказался неудачным, и за плохое поведение медвежонок с бандой попадают в тюрьму. |            |                                                            |                  |                              |                  |             |                     |
| 21 | 11         | «Полет на Марс» «Trip to Mars»                             | Суенг Ча         | Джош Вайнштейн               | 12 ноября 2013   | 2RAG13      | 1.12                |
| Полет на Марс играет важную роль для рейнджеров, но для это нужно выселить коренных жителей парка с их земель. Маллоя не пускают в новый торговый центр, и он использует индейцев для захвата Хазелхурст Молла. |            |                                                            |                  |                              |                  |             |                     |
| 22 | 12         | «Мой любимый мишка» «My Favorite Bear»                     | Спенсер Лаудиеро | Кевин Якубовский             | 19 ноября 2013   | 2RAG11      | 1.11                |
| Герой детства Стива, медведь Флейми, приезжает в Бриклберри для телевизионного выступления по случаю возобновления после пожаров парка, и Стив вызвался добровольцем, чтобы помочь ему подготовиться - но все пошло не так, когда Флейми напивается и начинает буйствовать в городе. Между тем, Маллой делает так, чтобы Вуди сделал себе пластическую хирургию, как раз перед телевизионным выступлением.      |            |                                                            |                  |                              |                  |             |                     |
| 23 | 13         | «А-Парк-а-Липс» «A-Park-a-Lypse»                           | Брайан ЛоСкьяво  | Лью Мортон                   | 26 ноября 2013   | 2RAG12      | 1.15                |
| Конни рожает ребенка для гомосексуальной пары, но он оказывается Антихристом, признаком апокалипсиса. Маллой и Вуди прячутся в бункере Бобби и Бодина, но позже узнают, что в нем нет выхода. Стив, Этель и Дензел решают убить ребенка, чтобы остановить апокалипсис. |            |                                                            |                  |                              |                  |             |                     |

### Сезон 3 (2014-15)
| № общий | № в сезоне | Название                                               | Режиссёр                      | Автор сценария                | Дата премьеры    | Произв. код | Зрители в США (млн) |
| --- | ---------- | ------------------------------------------------------ | ----------------------------- | ----------------------------- | ---------------- | ----------- | ------------------- |
| 24 | 1          | «Реформа Здравоохранения Обамы» «Obamacare»            | Ира Шерак                     | Роджер Блэк и Вако Оджин      | 16 сентября 2014 | 3RAG01      | 0.93                |
| Президент Обама планирует посетить Бриклберри в честь 30-летие посещаемости . Но когда Вуди случайно стреляет себе в печень, он вынужден делить печень со Стивом. |            |                                                        |                               |                               |                  |             |                     |
| 25 | 2          | «В клубе» «In Da Club»                                 | Спенсер Лаудиеро              | Лиза Парсонс                  | 23 сентября 2014 | 3RAG02      | 0.74                |
| Вуди сердится, когда модники загородного клуба унижают его, но приветствуют Дензела в качестве члена. Между тем, Маллой уклоняется от имеющихся у него проблем с анальными железами. |            |                                                        |                               |                               |                  |             |                     |
| 26 | 3          | «Мисс Национальный парк» «Miss National Park»          | Берт рин                      | Кристофер Вейн                | 20 сентября 2014 | 3RAG03      | 0.98                |
| Конкурс Мисс национальный парк превращается в соперничество между Этель и Конни. Между тем, Стив и Дензел узнают, что они познакомились с одной и той же женщиной. |            |                                                        |                               |                               |                  |             |                     |
| 27 | 4          | «Это брат моего отца» «That Brother's My Father»       | Эшли Джей Лонг                | Роки Руссо и Джереми Сосенко  | 7 октября 2014   | 3RAG04      | 1.07                |
| Дензел женится на матери Вуди. Между тем, Конни похищает ведущего телепрограммы «Колесо Фортуны» Пэта Сайака из-за нездорового пристрастия к этой игре. |            |                                                        |                               |                               |                  |             |                     |
| 28 | 5          | «Надпись Em 'Ковбой» «Write Em' Cowboy»                | Мэтью Лонг                    | Эрик Голдберг и Питер Тиббалс | 14 октября 2014  | 3RAG05      | 0.89                |
| Стив начинает музыкальную карьеру в качестве гей-певца страны с помощью Дензела . Между тем, желание Маллоя стать большим медведем исполняется. |            |                                                        |                               |                               |                  |             |                     |
| 29 | 6          | «Старые раны» «Old Wounds»                             | Ира Шерак                     | Роджер Блэк и Вако Оджин      | 21 октября 2014  | 3RAG06      | 0.79                |
| Вуди понизили после посещения министра внутренних дел. Дензел перестаёт курить марихуану и чувствовать себя новым человеком. |            |                                                        |                               |                               |                  |             |                     |
| 30 | 7          | «Папочка» «Baby Daddy»                                 | Спенсер Лаудиеро              | Джош Лерман и Кайл Стегина    | 28 октября 2014  | 3RAG07      | 0.82                |
| Этель забеременела после того как она напивается и спит со Стивом. Этель хочет сделать аборт, но Стив действительно хочет иметь ребенка, поэтому он просит доктора хирургическим путём прерванного плода Этель имплантировать внутрь своего живота. Между тем, Вуди приговорен к общественным работам за вождение в нетрезвом виде, делая свои работу в психиатрической больнице, но его принимают за ненормального после того, как он рассказывает некоторые истории из жизни. |            |                                                        |                               |                               |                  |             |                     |
| 31 | 8          | «Стив - бесстрашный летчик» «Steve the Fearless Pilot» | Эшли Джей Лонг                | Кристофер Вейн                | 4 ноября 2014    | 3RAG08      | 0.84                |
| Стив использует гипноз, чтобы избавиться от своего страха перед полетом, но вместо этого он становится пиратом. Между тем, Конни и Дензел попадают на остров, населенный лесбиянками. |            |                                                        |                               |                               |                  |             |                     |
| 32 | 9          | «Высокие ставки» «High Stakes»                         | Берт Ринг                     | Эрик Голдберг и Питер Тиббалс | 11 ноября 2014   | 3RAG09      | 0.88                |
| Вуди проигрывает парк коррумпированному мэру в покер. Между тем , Маллой должен свестись с непривлекательной медведицей для продолжения своего вида. Стив соглашается, что он толстый и пытается похудеть с некоторой помощью от Дензела. |            |                                                        |                               |                               |                  |             |                     |
| 33 | 10         | «Эмбер Алерт» «Amber Alert»                            | Мэтью Лонг                    | Роки Руссо и Джереми Сосенко  | 18 ноября 2014   | 3RAG10      | 0.88                |
| Привлекательность Этель в парке под угрозой, когда Вуди нанимает новую, сексапильную Эмбер Алерт. Между тем, Стив узнает, что каждое хорошее дело было результатом секса его матери с кем то из принимающих решения. В результате, Стив решает встретиться со всеми чтобы попытаться победить их самостоятельно. |            |                                                        |                               |                               |                  |             |                     |
| 34 | 11         | «Копы и неудача» «Cops and Bottoms»                    | Ира Шерак                     | Роджер Блэк и Вако Оджин      | 21 марта 2015    | 3RAG11      | 0.66                |
| Понимая, мечту всей жизни, Стив становится полицейский и раскрывает опасную банду байкеров. Между тем, Вуди становится знаменитостью, когда у него развивается геморрой, который выглядит как Иисус. |            |                                                        |                               |                               |                  |             |                     |
| 35 | 12         | «Нелегкий лагерь» «Campin' Aint Easy»                  | Спенсер Лаудиеро и Мэтью Лонг | Еван Шамес                    | 7 апреля 2015    | 3RAG12      | 0.58                |
| Вуди открывает летний лагерь с индейской темой в Бриклберри, и рейнджеры начинают конкурировать за племенной щит. |            |                                                        |                               |                               |                  |             |                     |
| 36 | 13         | «Глобальное внимание» «Global Warning»                 | Эшли Джей Лонг                | Роджер Блэк и Вако Оджин      | 14 апреля 2015   | 3RAG13      | N/A                 |
| Вуди пытается создать самый большой углеродный след когда-либо, а Этель противодействует его поведение и становится амишей с Конни. Между тем, Стив получает дар будущего. Дензел пытается помочь Маллому преодолеть страх перед коровами. Сериал заканчивается на том, что Землю порабощают коровы и рейнджеры Бриклберри попадают в человекорабство. |            |                                                        |                               |                               |                  |             |                     |